# Millam
Millam település Franciaországban, Nord megyében. Lakosainak száma 843 fő (2022. január 1.). Millam Merckeghem, Volckerinckhove, Watten, Wulverdinghe és Cappelle-Brouck községekkel határos.

## Népesség
A település népességének változása:
| Lakosok száma | 793  | 806  | 828  | 813  | 820  | 837  | 854  | 848  | 843  |
|               | 2013 | 2015 | 2016 | 2017 | 2018 | 2019 | 2020 | 2021 | 2022 |